# هيلين بينا
هيلين بينا (بالإنجليزية: Helen Bina)‏ هي متزلجة أمريكية، ولدت في 19 مايو 1912 في الولايات المتحدة، وتوفيت في 15 مارس 1983.

## وصلات خارجية
- هيلين بينا على موقع SpeedSkatingNews.info (الإنجليزية)
- هيلين بينا على موقع SpeedSkatingStats.com (الإنجليزية)
- هيلين بينا على موقع أوليمبيديا (الإنجليزية)